# Restaurant Company Europe
Restaurant Company Europe of RCE is een horecagroep met circa 75 restaurants en cafés in Nederland. De grootste en bekendste merken van RCE zijn Loetje en Happy Italy maar ook de ketens Stan en Beers & Barrels en enkele losse formules vallen onder de keten. Het bedrijf is in 2020 ontstaan door de fusie van Loetje en horecagroep Debuut, bekend van Stan, Beers & Barrels en Popocatepetl toen deze door investeerder Waterland Private Equity Investments werden samengevoegd . 
Het bedrijf heeft de ambitie om de merken Happy Italy en Loetje op grote schaal uit te breiden naar ca. 100 restaurants met ook nieuwe restaurants in België en Duitsland . 

## Portfolio
RCE is eigenaar van de volgende restaurants en formules:
| Restaurant      | Vestigingen | Beschrijving                                                       |
| --------------- | ----------- | ------------------------------------------------------------------ |
| Beers & Barrels | 5           | Restaurant voor bier, cocktails, steaks en hamburgers              |
| Café Vrijdag    | 1           | Eetcafé aan de Amsteldijk in Amsterdam                             |
| De Ebeling      | 1           | Café, restaurant en zalencentrum aan de Overtoom in Amsterdam      |
| De Vooruitgang  | 1           | Restaurant aan de Markt in Eindhoven                               |
| Happy Italy     | 17          | Italiaans restaurant in heel Nederland, voor pasta en pizza        |
| Kees            | 1           | Huiskamerrestaurant in Poortugaal                                  |
| Loetje          | 37          | Restaurant in heel Nederland, bekend om ossenhaasbiefstuk          |
| Olivier         | 1           | Belgisch biercafé in Utrecht                                       |
| Popocatepetl    | 1           | Mexicaans restaurant in Rotterdam                                  |
| Stan            | 3           | Restaurant en café met wereldse gerechten                          |
| Waag            | 1           | Restaurant in de Waag van Leiden                                   |
| Weesper         | 1           | Bistro voor lunch, diner en borrel aan de Amsterdamse Weesperzijde |